# Andrena sphaeralceae
Andrena sphaeralceae là một loài Hymenoptera trong họ Andrenidae. Loài này được Linsley mô tả khoa học năm 1939.